# Parque Biblioteca de la Constitución Nacional Argentina

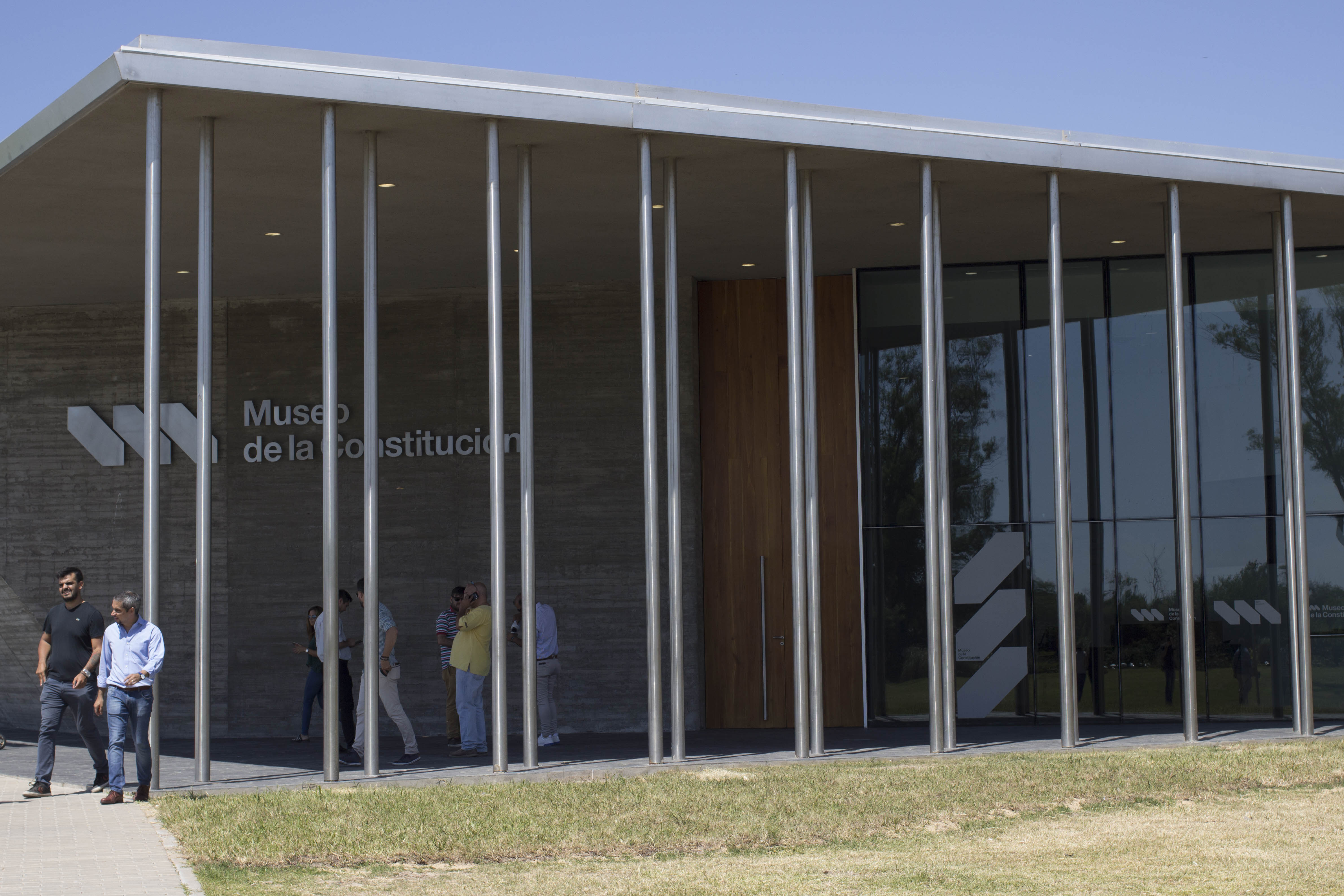
Parque Biblioteca de la Constitución Nacional

El Parque Biblioteca de la Constitución Nacional Argentina es una intervención urbana en la ciudad de Santa Fe que rinde homenaje a los principios de nacionalidad, ciudadanía, federalismo y república que rigen la vida nacional desde la sanción de la Carta Magna en la ciudad de Santa Fe, ciudad que albergó el nacimiento de ley fundamental el 1º de mayo de 1853.
El parque potencia las condiciones naturales de un predio que se encontraba abandonado, de 17 hectáreas emplazadas en un ambiente natural costero, con buena accesibilidad y visibilidad en perspectiva a la vera del río. 
El espacio está compuesto por la Plaza Cívica donde se erigen Los Pilares de la República, un monumento que representa el sistema republicano de gobierno, simbolizando la división de poderes en Argentina: Ejecutivo, Legislativo y Judicial. Los tres elementos están construidos de acero cromado, material inalterable y contemporáneo.
En octubre de 2017 se integró al recorrido el Auditorio Federal, que cuenta con 290 butacas, una pantalla especial, escenario, tratamiento acústico, video proyección y amplificación sonora. Este edificio tiene las condiciones técnicas para funcionar de manera independiente y se utiliza como salón de actos, aula de conferencias y debates, cine y sala para recitales.
El 10 de diciembre de 2018 se suma el Museo de la Constitución Nacional, un edificio con 2.098,75 m² de superficie cubierta y 525,10 m² de superficie semicubierta, compuesto por salas de exposición, hall, explanada, centro de interpretación, un salón multiuso, cafetería, depósito, vestuarios, sanitarios públicos, oficinas, foyer y el auditorio. 
Este nuevo museo, concebido como un ámbito narrativo de estímulos visuales y sonoros; promueve el conocimiento e intenta conmover emocionalmente en el recorrido. Los contenidos se comparten mediante efectos escénicos, lumínicos, programas multimediales y presentaciones audiovisuales, instalaciones artístico - narrativas y realizaciones. 
El objetivo de esta institución es ser un atractivo del turismo escolar nacional, un nuevo espacio público para aprender y crecer, en un recorrido pensado para todas las edades.
- Datos: Q60969380